# Stimmhafter bilabialer Nasal
Ein stimmhafter bilabialer Nasal ist ein Konsonant, bei dessen Artikulation der Mund an den Lippen verschlossen ist und die ganze Luft bei schwingenden Stimmbändern durch die Nase entweicht.
Lautliche und orthographische Realisierung des stimmhaften bilabialen Nasals in verschiedenen Sprachen:
- Deutsch [⁠m⁠]: M, m
  - Beispiele: Maus [ˈmaʊ̯s], Amme [ˈʔamə]
- Englisch [⁠m⁠]: M, m
  - Beispiele: many [ˈmeni], lamb [ˈlæm], summer [ˈsʌməɹ]
- Französisch [⁠m⁠]: M, m, sofern nicht zur Nasalierung des vorhergehenden Vokals gebraucht.
  - Beispiele: mieux [mjø], homme [ɔm]
- Italienisch [⁠m⁠]: M, m
  - Beispiel: mamma [ˈmamːa]
- Russisch [⁠m⁠]: М, м
- Spanisch [⁠m⁠]: M, m.
  - Beispiele: más [mas], ama [ˈama]
- Arabisch [⁠m⁠]: م [mîm]